# Gnadenkirche
Der Begriff Gnadenkirche bezeichnet zwei grundsätzlich verschiedene Gruppen von Andachtsstätten.

## Definitionen
- Katholische und orthodoxe Gnadenkirchen und Gnadenkapellen dienen der Verehrung eines besonderen Heiligenbildes (Gnadenbild) oder einer Reliquie. Nicht selten sind es Marienbildnisse (Maria-Gnaden-Kirche). Diese Kirchen sind meist katholische oder orthodoxe Wallfahrtsorte.

- Protestantische Gnadenkirchen entstanden als Ausnahme („aus Gnade“) vom Prinzip Cuius regio, eius religio in einzelnen katholisch regierten Ländern, darunter in Schlesien auf Druck aus dem protestantischen Ausland[1] nach dem „Executionsrecess“ vom 8. Februar 1709 und nach Zahlung größerer Summen an den Kaiser.[2][3]

- Des Weiteren kann sich der Eigenname einzelner protestantischer Kirchen auf eine hoheitliche gnädige Stiftung oder auch auf die göttliche Gnade beziehen.[4]

## Beispiele

### Gnädige Ausnahme von konfessionellem Zwang

#### Evangelische Gnadenkirche(n) in Deutschland
- Evangelische Gnadenkirche (Bergisch Gladbach)

mit Bezug auf die schlesischen Gnadenkirchen:
- Gnadenkirche (Brauweiler)
- Gnadenkirche (Clarholz)
- Gnadenkirche zum Heiligen Kreuz, Hannover-Mittelfeld

#### Evangelische Gnadenkirchen in Österreich
- Evangelische Gnadenkirche, Ebensee am Traunsee, Oberösterreich
- Evangelische Gnadenkirche, Anstetten-Haid, Oberösterreich
- Evangelische Gnadenkirche, Seewalchen-Rosenau, Oberösterreich
- Evangelische Gnadenkirche A.B., Wien 10. Favoriten

#### Evangelische Gnadenkirchen in Polen
- Evangelische Jesuskirche in Cieszyn, Schlesien

Schlesische Gnadenkirchen, sechs evangelische Erlaubniskirchen (Joseph I., Altranstädter Konvention)
- Gnadenkirche (Teschen), Jesuskirche Cieszyn/Teschen, Mutterkirche der Evangelischen Christen in Polen
- Gnadenkirche (Hirschberg) Zum Kreuz Christi Jelenia Góra, heute kath. Pfarrkirche zur Kreuzerhöhung (Kościół Kościół Podwyższenia Krzyża Świętego)
- Gnadenkirche Zur Heiligen Dreifaltigkeit Kamienna Góra/Landeshut, heute kath. Pfarrkirche Unsere Liebe Frau vom Rosenkranz
- Gnadenkirche Zum Weinberge Jesu Kożuchów/Freystadt (verfallen)
- Gnadenkirche (Militsch) Zum Heiligen Kreuz Milicz, heute kath. Pfarrkirche St. Andreas Bobola
- Gnadenkirche Zur Dreifaltigkeit Żagań/Sagan (verfallen)

### Benennung nach einer gnädigen Stiftung
- Gnadenkirche (Berlin-Mitte), Kaiserin-Augusta-Gedächtniskirche, ev. (zerstört), benannt nach einer Spende des Kaiserhauses von 40 % der Baukosten

### Benennung nach der göttlichen Gnade
in der Regel evangelisch

#### Deutschland
In Deutschland tragen folgende Kirchen die Bezeichnung oder den Beinamen Gnadenkirche.
- Dorfkirche Biesdorf, ev., Name seit 1961, Bezug zur göttlichen Gnade
- Gnade-Christi-Kirche (Berlin-Borsigwalde)
- Maria Gnaden (Berlin-Hermsdorf)
- Gnadenkirche (Berlin-Wilhelmstadt)
- Gnadenkirche (Chemnitz-Borna)
- Gnadenkirche (Duisburg-Neumühl)
- Gnadenkirche (Duisburg-Wanheimerort)
- Gnadenkirche (Essen-Dellwig)
- Gnadenkirche (Essen-Nordviertel), 2002 profaniert, 2008 niedergelegt
- Gnadenkirche (Gelsenkirchen), entwidmet, Abriss 2021 geplant
- Gnadenkirche (Giersleben)
- Kirche des Hl. Johannes von Kronstadt zu Hamburg, jetzt russisch-orthodoxe Kirche des Hl. Johannes von Kronstadt
- Gnadenkirche (Leipzig)
- Gnadenkirche (Wadersloh)
- Gnadenkirche (Mannheim)
- Gnadenkirche (Mastholte), profaniert
- Gnadenkirche (Münster/Westf.)
- Gnadenkirche Tidofeld, Stadt Norden, 2005 Umnutzung zu einer Dokumentationsstätte
- Gnadenkirche (Ruhmannsfelden)
- Gnadenkirche (Sellin)
- Gnadenkirche (Stuttgart)
- Gnadenkirche (Wesel)
- Gnadenkirche (Wiesentheid)
- Gnadenkirche (Würzburg)

#### Kanada
- Grace Church on-the-Hill, Toronto, anglikanisch

#### Singapur
- Abundant Grace Presbyterian Church[6]
- Grace Methodist Church[7]

#### Vereinigte Staaten
Bundesstaaten (US-amerikanische Ordnung), dann Orte nach Abc
Alabama
- Grace Episcopal Church, Anniston, Calhoun County,
- Grace Episcopal Church, Clayton, Barbour County
- Grace Episcopal Church, Mount Meigs, Montgomery County,

Arkansas
- Grace Episcopal Church, Wynne

California (Kalifornien)
- Grace Episcopal Church, Boulder Creek
- ♦ Grace Cathedral, San Francisco[8]

Colorado
- Grace Episcopal Church, Buena Vista, Chaffee County,
- Grace and St. Stephen’s Episcopal Church, Colorado Springs
- Grace Episcopal Church, Georgetown, Clear Creek County, Colorado

Delaware
- Episcopal Grace Church (Delaware), Brandywine Hundred, New Castle County
- Grace United Methodist Church, Wilmington

Florida
- Grace Episcopal Church, Port Orange
- Grace United Methodist Church, St. Augustine

Georgia
- Grace Church, Clarkesville, Habersham County

Indiana
- Grace Episcopal Church, Muncie

Illinois
- Grace Episcopal Church, Chicago
- Grace Episcopal Church, Oak Park

Kansas
- Grace United Methodist Church, Olathe

Kentucky
- Grace Episcopal Church, Hopkinsville, Christian County,
- Grace Episcopal Church, Paducah, McCracken County

Louisiana
- Grace Episcopal Church, New Orleans
- Grace Episcopal Church, St. Francisville

Maine
- Grace Episcopal Church, Robbinston

Maryland
- Grace Episcopal Church, Mt. Vernon
- Grace Episcopal Church Complex, Taylor’s Island, Maryland

Massachusetts
- Grace Episcopal Church, Amherst
- Grace Episcopal Church, Lawrence, Essex County, Massachusetts
- Grace Episcopal Church, Medford, Middlesex County, Massachusetts

Michigan
- Grace Episcopal Church, East Grand Rapids[9]
- Grace Episcopal Church, Holland, Michigan
- Grace Episcopal Church, Jonesville
- Grace Episcopal Church, Traverse City, Michigan

Mississippi
- Grace Episcopal Church, Rosedale, Bolivar County

Missouri
- Grace Episcopal Church, Kirkwood, St. Louis County

New Hampshire
- Grace United Methodist Church, Keene

New Jersey
- Grace Church Van Vorst, Jersey City
- Grace Church, Newark, Essex County
- Grace Episcopal Church, Plainfield

New York
- Grace Episcopal Parish Church, Manhattan, New York City[10]
- Grace Episcopal Church, Bronx, Bronx County
- Grace Episcopal Church Complex, Lyons, Wayne County, New York
- Grace Church Complex, Massapequa, Nassau County
- Grace Episcopal Church Complex, Middletown, Orange County
- Grace Church, Nyack
- Grace Church, Scottsville, Monroe County
- Grace Episcopal Church, Syracuse, Onondaga County
- Grace Episcopal Church Complex, Queens, New York
- Grace Church, Utica, Oneida County
- Grace United Methodist Church, Valley Stream
- Grace Episcopal Church, Waverly, Tioga County
- Grace Episcopal Church, Whitney Point, Broome County

North Carolina
- Grace Episcopal Church, Asheville
- Grace Episcopal Church, Lexington, Davidson County,
- Grace Episcopal Church, Trenton, Jones County
- Grace Episcopal Church, Weldon, Halifax County

North Dakota
- Grace Episcopal Church, Jamestown, Pembina, Pembina County
- Grace Episcopal Church, Minnewaukan, Benson County, North Dakota
- Grace Episcopal Church, Stutsman County

Ohio
- Grace Church, Cincinnati, Hamilton County
- ♦ Grace Cathedral, Cathedral of Tomorrow, Cuyahoga Falls[11]
- Grace Episcopal Church, Sandusky

Pennsylvania
- Grace United Methodist Church, Indiana

Rhode Island
- Grace Church, Providence

South Carolina
- Grace Episcopal Church, Charleston

South Dakota
- Grace Episcopal Church, Huron, Beadle County

Tennessee
- Grace Episcopal Church, Spring Hill, Maury County, Tennessee
- Grace Episcopal Church, Memphis, Shelby County, Tennessee

Texas
- Grace Episcopal Church, Cuero, De Witt County
- Grace Episcopal Church, Galveston, Galveston County
- Grace Episcopal Church, Williamson County

Virginia
- Grace Episcopal Church, Alexandria
- Grace Church, Ca Ira,  Cumberland County
- Grace Episcopal Church, Keswick, Albemarle County
- Grace Church, Yorktown, York County

Wisconsin
- Grace Episcopal Church, Madison, Dane County

### Gnadenkirchen der Bilder- und Reliquienverehrung
in der Regel katholisch
In anderen Sprachen:
englisch Grace Church;
italienisch Chiesa [della Madonna] delle Grazie;
polnisch Kościoł łaski;
slowenisch Kostol Panny Márie milostí;
tschechisch Kostel milosti
Patrozinium bzw. Gedenktag ist der des jeweiligen Kultobjekts, wird hier in der Liste allfällig angemerkt.

#### Belgien
- Wallfahrtsstätte Moresnet-Chapelle

#### Deutschland
- Gnadenkapelle (Aldenhoven)
- Gnadenkapelle (Altenburg)
- Gnadenkapelle (Altötting) (Schwarze Muttergottes)
- Gnadenkapelle (Ascheberg)
- Gnadenkapelle (Cloppenburg-Bethen)
- Gnadenkapelle Dieburg
- Maria-Gnaden-Kirche (Hermsdorf)
- Gnadenkapelle (Kevelaer)
- Gnadenkapelle Heiligenpesch, Mönchengladbach, OT Herdt
- Gnadenkapelle Vallendar-Schönstatt
- Gnadenkapelle Werl

#### Italien
- Santa Maria delle Grazie (Arezzo)
- Basilika Santa Maria delle Grazie (Brescia)
- Santa Maria in Campo Arsiccio in Campogialli
- Heiligtum Maria Gnaden (Curtatone)
- Santa Maria delle Grazie (Grado)
- Santa Maria delle Grazie (Mailand)
- Santa Maria delle Grazie di Montevergini in Palermo
- Heiligtum Maria Gnaden (Udine)
- Santa Maria delle Grazie (Varallo)

#### Österreich
Bundesländer, dann Ortschaften
- Kapelle Maria auf der Heyd der Wallfahrtskirche Maria Lanzendorf, Niederösterreich (Maria, umbaute Vorkirche)
- Kapelle Magna Mater Austriae der Basilika von Mariazell, Niederösterreich  (Maria, umbaute Vorkirche)
- Gnadenkapelle im Kloster Und, Stein, Niederösterreich (Maria, 1796 profaniert)
- Pfarrkirche Liesing, Wien

#### São Tomé und Príncipe
- Catedral de Nossa Senhora da Graça (São Tomé)

#### Schweiz
- Gnadenkapelle Mariastein im Kanton Solothurn
- Gnadenkapelle der Schwarzen Madonna von Einsiedeln im Kanton Schwyz
- Madonna del Sasso im Kanton Tessin
- Chapelle du Vorbourg im Kanton Jura

#### Zypern
- St.-Marien-Kirche (Larnaka)